# Église Saint-Pierre de Biache-Saint-Vaast
Pour les articles homonymes, voir Église Saint-Pierre.
L'église Saint-Pierre de Biache-Saint-Vaast est une église originellement au moins du XVIe siècle qui fut entièrement reconstruite de 1923 à 1929, à la suite de la Première Guerre mondiale. Elle est située à Biache-Saint-Vaast dans le département du Pas-de-Calais.
Dépendant du culte catholique, elle dépend du groupement paroissial des Paroisses de Saint-Vaast des Vallées de Scarpe et Sensée au sein du diocèse d'Arras dans l'archidiocèse de Lille.

## Présentation

### Historique
L'église semble avoir toujours été située au même endroit, comme le montre une carte de 1694. La plus ancienne trace écrite de l'église remonte en 1665, dans l'état-civil de la commune, sous le nom d'Église parorsiale de Biarse. Au XVIIe siècle, le clocher de l'église était de forme cubique. L'ancienne église était de style roman. En 1926, une église temporaire, issue d'une demi-lune, célébrera des messes, jusqu'en 1926.

### Description
L'église est de style néogothique. Elle est construite en briques et en pierre blanche. Elle organisée en croix latine, la nef se compose de 3 vaisseaux de 5 travées. Son clocher s'élève à 44 mètres. Le carillon se compose de 3 cloches (sol, la, si), en bronze qui ont été livrées le 15 avril 1927, la bénédiction de celles-ci eut lieu le 18 avril 1927 :
- La grosse cloche se prénomme : Camille Jeanne Thérèse Geneviève,
- La moyenne : Nelly Emmanuelle Louise Sophie,
- La petite : Ghislaine Alcide Élise Andrée.

L'église renferme également 3 mobiliers inscrits à l'inventaire des objets mobiliers classés, des fonts baptismaux datant de 1547, un buste de saint Pierre et une statue de saint Nicolas.

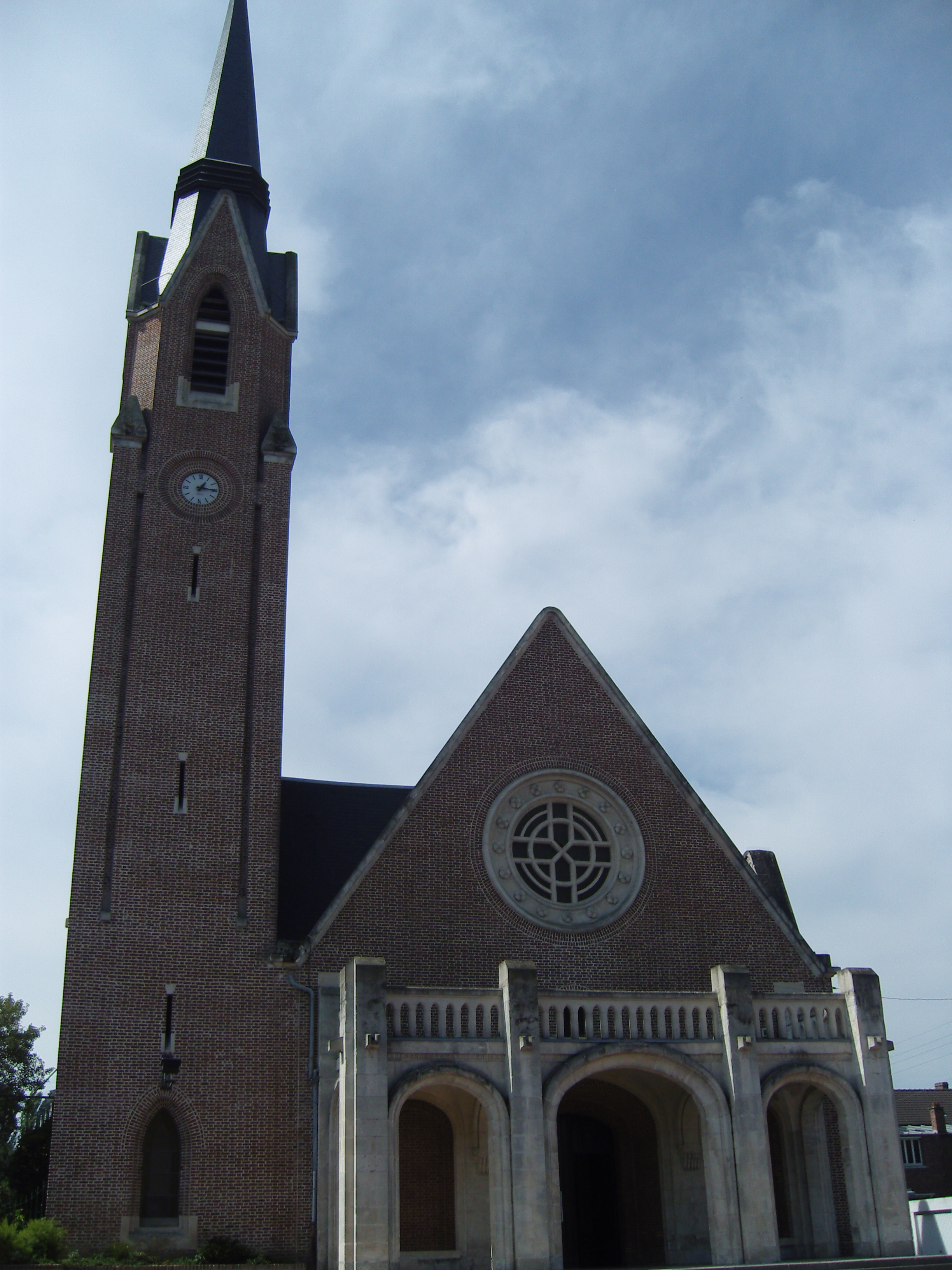
L'église, façade est.

### Liste des curés de 1507 à 1792
| Période | Période | Identité                  | Étiquette | Qualité                                      |
| ------- | ------- | ------------------------- | --------- | -------------------------------------------- |
| 1507    |         | Guillaume Lallart         |           |                                              |
| 1665    | 1699    | Michel Caridroit          |           |                                              |
| 1699    | 1703    | Jean-Baptiste Dupré       |           |                                              |
| 1703    | 1713    | Jean-Guislain Bonar       |           |                                              |
| 1713    | 1715    | Valentin Delobelle        |           |                                              |
| 1715    | 1754    | Hugues Leroy              |           |                                              |
| 1754    | 1755    | J.L. Jouvené              |           |                                              |
| 1755    | 1757    | Hugues Leroy              |           |                                              |
| 1757    | 1762    | J.L. Jouvené              |           |                                              |
| 1762    | 1762    | Jean-Baptiste Labouré     |           | Curé de Plouvain, remplaçant celui de Biache |
| 1762    | 1765    | P.H. Legrain              |           |                                              |
| 1765    | 1765    | Agathon Capucin           |           |                                              |
| 1765    | 1765    | Bourdon                   |           |                                              |
| 1765    | 1772    | Antoine Joseph Debret     |           |                                              |
| 1772    | 1772    | Charles François Tournay  |           |                                              |
| 1772    | 1773    | J.A. Olivier              |           |                                              |
| 1773    | 1792    | Ambroise Joseph Mouilloir |           |                                              |